# Sibylle Baier
Sibylle Baier (25 febbraio 1955) è una cantante e attrice tedesca, le cui capacità musicali hanno ottenuto un riconoscimento tardivo con l'uscita nel 2006 dell'album Color Green, composto da canzoni che aveva registrato all'inizio degli anni 1970.

## Biografia
Dopo aver suonato la chitarra e il pianoforte da ragazza, ha sentito il bisogno di scrivere la sua prima canzone, "Remember The Day", dopo aver fatto un viaggio con un amico attraverso le Alpi fino a Genova, passando per Strasburgo .
È apparsa nel film di Wim Wenders del 1973 Alice nelle città, e la sua musica è anche presente in Umarmungen und andere Sachen (1975) e in Palermo Shooting (2008) di Wenders. Baier ha scelto di non intraprendere una carriera attoriale o musicale, e alla fine si è trasferita in America, dove si è concentrata sul creare una famiglia.
Le canzoni che componevano il suo album Color Green erano registrazioni casalinghe reel-to-reel che Baier aveva realizzato in Germania tra il 1970 e il 1973. Circa 30 anni dopo, suo figlio Robby ha compilato un CD di queste registrazioni da regalare ai membri della famiglia. Ne ha anche dato una copia a J Mascis dei Dinosaur Jr., che a sua volta l'ha passata all'etichetta Orange Twin. Orange Twin ha pubblicato l'album nel febbraio 2006.
Nell'aprile 2008, è stato rivelato attraverso il suo sito web ufficiale che Baier stava andando in uno studio di registrazione e aveva scritto due nuove canzoni. La prima di queste, "Let Us Know", è uscita nel settembre 2008 per il film Palermo Shooting .
Nel febbraio 2009, Baier ha rilasciato la sua prima intervista, per il primo numero della rivista indipendente "Morning Magazine".

## Discografia
- Color Green ( Orange Twin Records uscita tardiva nel 2006)